# Тролейбуси в София
Тролейбуси в София се движат от 14 февруари 1941 г. Към края на юли 2009 г. трасетата им са с дължина 193 km. Общата дължина на изградената тролейбусна контактна мрежа е 257 km, средната скорост към 2010 г. е 14,4 km/h.

## История
Тролейбусният транспорт в София започва да се развива последен в сравнение с останалите видове наземен обществен транспорт (автобусен и трамваен).
Първата изградена тролейбусна линия в началото на 40-те години на 20-и век има дължина над 3 km и свързва столицата с квартал Горна баня. Обслужва се от 2 тролейбуса „MAN“, нощуващи на крайните спирки поради липса на депо.
Десетилетие по-късно, през 1950-те и 1960-те години, започва бързо развитие на тролейбусния транспорт в София. Тогава започва изграждането на нови тролейбусни трасета, откриват се 2 депа („Сточна гара“ и „Надежда“) с общ капацитет 160 тролейбуса. През 1951 г. започва и производството на български тролейбуси, копие на съветските МТБ-82. През 1987 г. е открито ново депо „Искър“ с капацитет 130 тролейбуса, а през 1994 г. е открито депо „Левски“ с капацитет 60 тролейбуса. „Левски“ функционира като депо до 2005 г., когато е преобразувано в стоянка и ремонтна база, а на 17 ноември 2021 г. отново възстановява функциите си на депо във връзка с поемане на обслужването на линия 1.

## Линии
Към 15 юли 2025 г. в София тролейбуси се движат по общо 10 линии:
| №  | Маршрут                              | Депо    |
| -- | ------------------------------------ | ------- |
| 1  | ж.к. Левски Г – Пета градска болница | Левски  |
| 2  | ж.к. Хаджи Димитър – ж.к. Бъкстон    | Искър   |
| 3  | УМБАЛ „Света Анна“ – ж.к. Левски Г   | Искър   |
| 4  | ж.к. Хаджи Димитър – ж.к. Дружба 2   | Искър   |
| 5  | УМБАЛ „Света Анна“ – ул. Вишовград   | Искър   |
| 6  | ж.к. Люлин 3 – ж.к. Лозенец          | Надежда |
| 7  | ж.к. Люлин 3 – ж.к. Гоце Делчев      | Надежда |
| 8  | ж.к. Гоце Делчев – пл. Сточна гара   | Искър   |
| 9  | ж.к. Борово – пл. Сточна гара        | Надежда |
| 11 | ж.к. Дружба 1 – пл. Сточна гара      | Искър   |

## Депа
В София функционират три тролейбусни депа:
- депо Надежда – разположено в квартал Банишора, разполага с Ikarus 280.92 и Skoda Solaris 27Tr.
- депо Искър – разположено в квартал „Дружба“, разполага с Skoda Solaris 26Tr и Skoda Solaris 27Tr.
- депо Левски – разположено в квартал „Левски“, използва се за извършване на капитални ремонти на подвижния състав, както и за съхранение и разкомплектоване на бракувани тролейбуси. Поради големия брой възложени линии на другите депа от 17 ноември 2021 г. депото възстановява обслужването на линия 1.

## Подвижен състав

### Настоящ
Към декември 2022 г. софийският тролейбусен парк се състои от 141 тролейбуса, от които около 120 са в движение.
Към момента част от автопарка са следните модели:
| Брой | Модел                  | Построяване    | Бележки                      |
| ---- | ---------------------- | -------------- | ---------------------------- |
| 50   | Škoda 27Tr Solaris III | 2013 – 2014 г. |                              |
| 30   | Škoda 27Tr Solaris IV  | 2020 – 2021 г. |                              |
| 30   | Škoda 26Tr Solaris III | 2010 г.        | първи нископодови тролейбуси |
| 6    | Ikarus 280.92          | 1985 – 1988 г. | общо 151 доставени броя      |

### Исторически
| Модел                   | Построяване    | Бележки                                                    |
| ----------------------- | -------------- | ---------------------------------------------------------- |
| Ikarus 280.92F          | 1985 – 1988 г. | фейслифт модел, модернизиран 2008 – 2015 г.                |
| Cobra GD 272            | 2003 – 2005 г. | турска каросерия и румънско оборудване, сглобени в Трамкар |
| Gräf & Stift GЕ 152 M18 | 1986 г.        | 8 броя доставени през 2006 г. от Инсбрук                   |

## Планове
През 2010 г. Столична община обявява планове за изграждане на 8 нови тролейбусни трасета по следните направления до 2020 г.:
- От ул. „Костенски водопад“ по ул. „Тодор Каблешков“ до ул. „ген. Стефан Тошев“ и от бул. „България“ до комплекс „Бокар“

- От бул. „Петко Юрданов Тодоров“ по ул. „Бяла черква“, бул. „Арсеналски“, бул. „Черни връх“, бул. „Фритьоф Нансен“ до бул. „Васил Левски“ – изпълнено

- По бул. „Добринова скала“ от ул. „Захари Стоянов“, пресича бул. „Индира Ганди“, продължава по бул. „Петър Дертлиев“ до ул. „Генерал Вл. Динчев“

- От бул. „Сливница“ по ул. „Адам Мицкевич“, през моста „Бакърена фабрика“ ул. „хан Кубрат“ до бул. „Ломско шосе“ и кв. „Триъгълника“

- От „Площад на авиацията“ по бул. „Георги Михов Димитров“, бул. „Симеоновско шосе“, ул. „Проф. Иван Странски“ до Студентски град

- От бул. „Андрей Сахаров“ при обръщателния кръг на ж.к. „Младост 1“, по бул. „Сахаров“, бул. „Ал. Ляпчев“, ул. „Св. Киприян“, ул. „Александър Теодоров – Балан“ – изпълнено до ж.к. Младост 2

- От бул. „Цв. Лазаров“ по ул. „Димитър Пешев“, ул. „Обиколна“ до обръщателното ухо в жк „Дружба 2“

- От бул. „Владимир Вазов“ до ул. „Васил Кънчев“, ул. „Резбарска“, ул. „Първа българска армия“, ул. „Просвета“, ул. „Пробуда“ до ул. „Локомотив“

Към 2020 г. от тези планове са изпълнени единствено 700 м продължение на линия №5 от ж.к. Младост 1 до ж.к. Младост 2, както и трасето от бул. Петко Ю. Тодоров до бул. Васил Левски, което се явява заместител на закритото трасе на трамвай №6 до ПК Спартак. Изпълнението на останалите проекти е заложено за 2025 г.

## Галерия
- Škoda 26Tr Solaris III
- Škoda 27Tr Solaris III
- Ikarus 280.92
- Gräf & Stift GЕ 152 M18